# Nordmalingsmålet
Nordmalingsmålet är ett rättsfall gällande rätten för samebyar att bedriva renskötsel på privatägda marker. Det avgjordes den 27 april 2011 av Högsta domstolen, som fastställde att samebyarna har rätt till vinterbete på de aktuella fastigheterna.

## Bakgrund
Bakgrunden till målet är att rennäringslagen säger att renskötsel vintertid får bedrivas "inom sådana trakter utanför lappmarkerna och renbetesfjällen där renskötsel av ålder bedrivs vissa tider av året". Det sägs alltså inte vilka dessa trakter är. Därför stämde drygt 120 innehavare av jordbruksfastigheter i Nordmalings kommun 1998 tre av de fyra fjällsamebyarna i Västerbottens län: Ran, Vapsten och Ubmeje tjeälddie.
Fastighetsägarna, med stöd av LRF, hävdade att renarna orsakade skador på jordbruksmark, inte minst nyanlagda vallar. Renarna sades också skada skogsmark genom att trampa sönder föryngringsytor och feja sina horn mot unga träd. Markägarna menade också att renarna varit till hinder vid jakt.
Det som prövats rättsligt är emellertid inte vilka skador renskötseln eventuellt orsakar, utan om samerna överhuvudtaget har rätt att nyttja området som vinterbetesmarker. Renskötselrätten anses vara grundad på urminnes hävd, vilket i svensk rättspraxis innebär ett nyttjande under minst 90 år. Sedan den gällande jordabalken trädde i kraft 1972 har sådana rättigheter inte kunnat förvärvas. För att urminnes hävd ska kunna åberopas ska renskötsel alltså ha bedrivits i området åtminstone under 90 år före 1972, det vill säga sedan 1882.
Fastighetsägarna hävdar att renskötsel inte har förekommit på deras fastigheter under den aktuella perioden, i varje fall inte i sådan omfattning att det givit upphov till renskötselrätt. De tre samebyarna menar däremot att de, som företrädare för samerna i allmänhet, har en på urminnes hävd grundad rätt till renbete på de aktuella fastigheterna.
En grundläggande diskussion har förts kring begreppet ”trakt”. Markägarna har velat likställa ordet med ”skifteslag” – ett ganska litet område – medan samebyarna har velat likställa det med ”bygd”  eller ”nejd” – ett vidsträckt område. Det är av avgörande betydelse för hur rennäringslagen ska tolkas.

## Utslag
Samebyarna vann målet. Umeå tingsrätt avkunnade sin dom den 20 januari 2006.  Den fastställdes av Hovrätten för Övre Norrland den 19 september 2007. Den 27 april 2011 fastställdes domen även av Högsta domstolen.